# Boldspil
Et boldspil er et spil, hvor man benytter en bold af en art, det være sig et rundt eller sfærisk formet objekt, en puck eller lignende.
Boldspil kan deles op i kategorierne kaosspil og net, slag og træfspil.
Boldspil er en fællesbetegnelse for lege eller spil hvor man bruger en bold. F.eks. undervandsrugby, fodbold, håndbold, rundbold, etc.